# 新規堀用水
新規堀用水（しんきほりようすい）は、埼玉県久喜市太田地区を流れる水路である。

## 概要

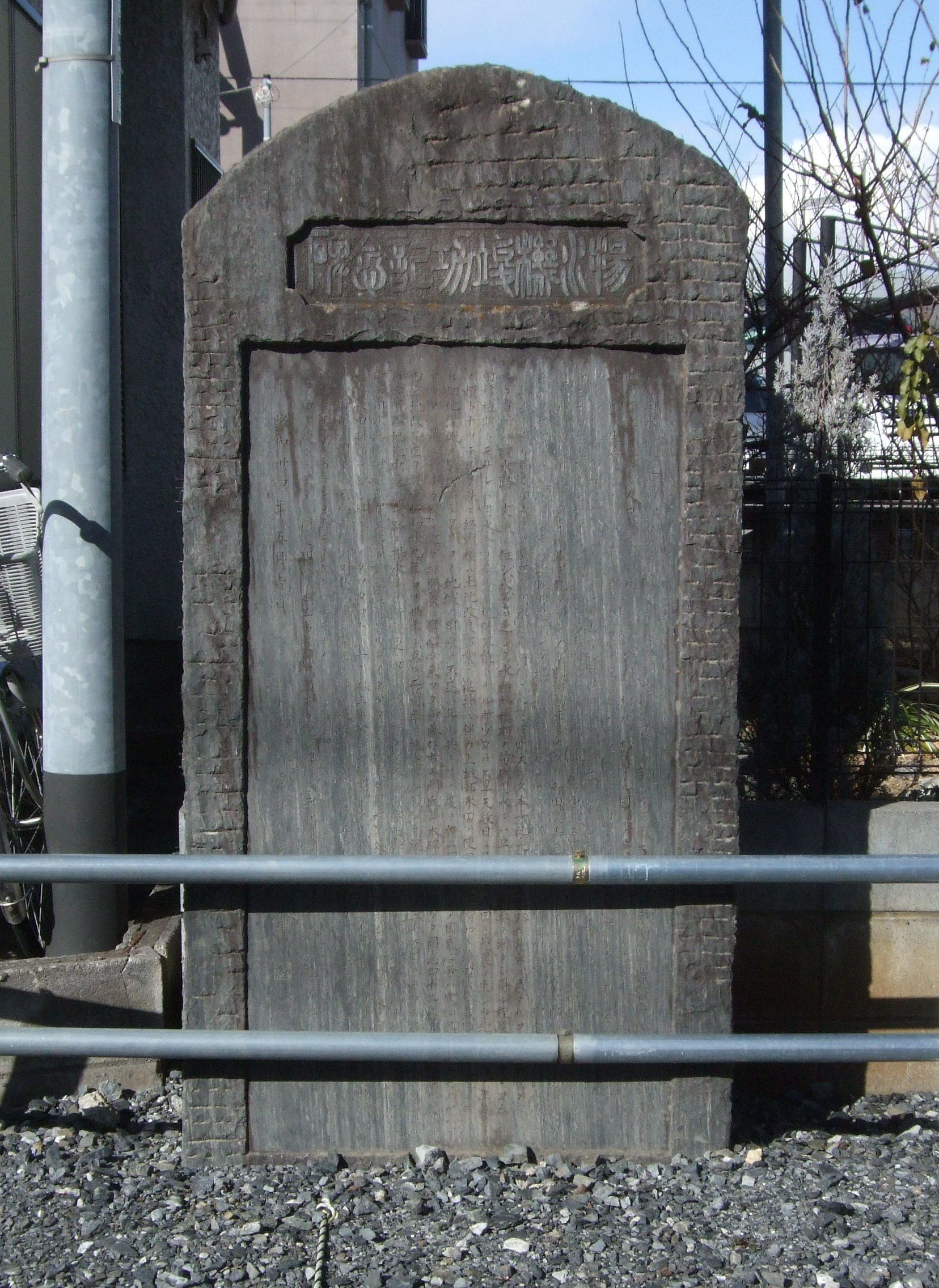
1959年に揚水機設置を記念して建てられた記念碑。

新規堀用水は明治以前に「新規用水」の名称で開削された農業用水路である。
今日の久喜駅東部（久喜市久喜東、吉羽の辺り）は、先土器時代から人が住んでおり、新規堀用水の北にある高輪寺遺跡には古い土層がそのまま残っていて、先土器時代、縄文時代の遺物も見つかっている。この辺りには紀元前100年頃に稲作が伝播したと考えられている:3。
江戸時代以降、この辺りは天領であり、江戸幕府により時代と共に開墾奨励と開墾禁止（下流が水不足となるため）が繰り返され:644、開墾と共に用水（きれいな水の川）と悪水堀（排水路）が付け替えられていった。今日のこの辺りの河川名で「堀」「落」の語を含むものは、第二次世界大戦までは排水路として使われていたものがほとんどである。元禄6年（1693年頃）の『騎西領と久喜領悪水堀争論裁許絵図』に描かれている吉羽村は、北部と東部を悪水落新堀に、西部と南部を中落堀に囲まれている。これらはいずれも悪水堀である。用水は新川用水を水源とし、北西部の野久喜村方面から引いていた:647。
しかし江戸末期から明治にかけて田畑が増えたり河川の改修があったりして、用水の不足が目立つようになった。1875年（明治8年）頃の記録である武藏國郡村誌には、江戸時代末期に野久喜方面から新規に用水を引いた旨が書かれている:294。明治の初めには青毛堀川から水を引き、昭和の初めには稲荷台用水などが設けられたが、依然として水不足の状況が続いた。
1954年（昭和29年）、久喜町に下水道工事の認可が下り、整備が始まった。それに伴い、今まで排水路だった中落堀が用水として利用可能となり、ここに揚水機を付けて新たな用水路が設けられた。これが新規堀用水である。起点は当時の久喜町西1049で、今日の久喜市久喜東2-5に当たる。概ね東南東方面に流れ、その北にほぼ平行して流れる稲荷台用水と下流で合流し、そこから南下して中落堀川に落とされていた。新規堀用水の一部は、新規堀用水の南に平行する排水路、中堀落にも流された。1959年（昭和34年）には、これを記念した碑が建てられている。
新規堀用水は、主に吉羽・西の青毛堀川（古称：下青毛堀、しもあおげほり・しもおおげぼり）より西側の地域において灌漑に用いられてきた。吉羽・西の主要灌漑水路であるため多くの支流を有していたが、現在は流域の都市化に伴い支流の多くは埋め立てられた。かつて灌漑されていた地区は吉羽字西・字前・字寺田・字沼向・字山下・および西である。現在では本流の他、支流のうち中落堀川へ至る支流（太田小通り沿い：暗渠）、中堀落川へ至る支流の2分流が残る。なお、現存する流路・支流については下記流路節を参照されたい。（注：いちょう通り（青毛下早見線）以西の流域は区画整理が終了しているため、字名は現在用いられていない。字名は吉羽地内の公園の名称に残る。）開渠区間の多くは現代においても素掘りである。現在開渠の流域は土地改良地区である。また流域には絶滅危惧種などの希少生物が息づいている。自然観察会の観察場所にも選択されている。
今日のいちょう通り東側の開渠開始付近の地点において1984年（昭和59年）より1988年（昭和63年）にかけホタルの生息調査が行われた。その際に流域周辺においてヘイケボタルの生息が確認されている。
分流
- 掛堀用水

## 流路
- 起点：久喜東2-5付近
- 暗渠（水路の上は歩道）として北東へ流れる。（座標）
- 公園南側を流れるように南東へ進路を変え流れる。（座標）
- 久喜東2丁目を流れる。
- 太田小通りとの交差点にて暗渠の水路と交差する。（本流は東へ）（座標）
- いちょう通り（青毛下早見線）を横断する。
- 吉羽の青毛下早見線・東口大通り交差点より100m北、東側付近にて開渠となる。（座標）
- 中堀落川と並行し北側を流れ、南東へ流れる。
- 吉羽字（あざ）前を流れる。
- 字前を過ぎた辺りで北へ流れる。（座標）
- 東へと流路を変える辺りで暗渠となる。
- 100m下流で開渠となる。
- 開渠になった辺りで吉羽より南埼玉郡宮代町和戸へ向かう道路と並行し南へ水路が分流する。本流は東へ。（座標）
- 吉羽字下河原を流れる。
- 青毛堀川と合流（英語版）し終点となる。
- 終点：青毛堀川

支流（分流）
- 太田小通り、本流との交差点より50m程北周辺より起る。（座標）
- 本流と暗渠にて交差する。（暗渠上は共に歩道）
- 太田小通り沿いに南へ流れる。
- 東口大通りを南側へ横断する。
- さらに南へ太田小通り沿いに久喜東3丁目を流れる。
- 途中でさらに水路が分かれる。（本流は南方へ。分流（掛堀用水）は西（地区名）へ流下）
- 中落堀川へ至り終点。（座標）

## 周辺の施設
- 公園
- 吉羽自治会集会所
- 吉羽天満宮
- 埼玉県利根川流域古利根川処理センター